# Mylodiscus manus
Mylodiscus manus är en rundmaskart. Mylodiscus manus ingår i släktet Mylodiscus och familjen Carcharolaimidae. Inga underarter finns listade i Catalogue of Life.